# (33724) 1999 NW4
1999 NW4 (asteroide 33724) é um asteroide da cintura principal. Possui uma excentricidade de 0.02480890 e uma inclinação de 22.74959º.
Este asteroide foi descoberto no dia 12 de julho de 1999 por Korado Korlević em Visnjan.